# Marco Aurelio Robles Méndez
Marco Aurelio Robles Méndez (ur. 1905, zm. 1990) – panamski polityk i dyplomata, działacz Narodowej Unii Liberalnej, absolwent Uniwersytetu w Panamie i w Sorbonie, minister sprawiedliwości od 1960 do 1964, prezydent Panamy od 1964 do 1968 z ramienia koalicji ugrupowań prawicowych.